# Litoria kumae
Litoria kumae és una espècie de granota que viu a Papua Nova Guinea.